# 한큐 전철 2000계 전동차

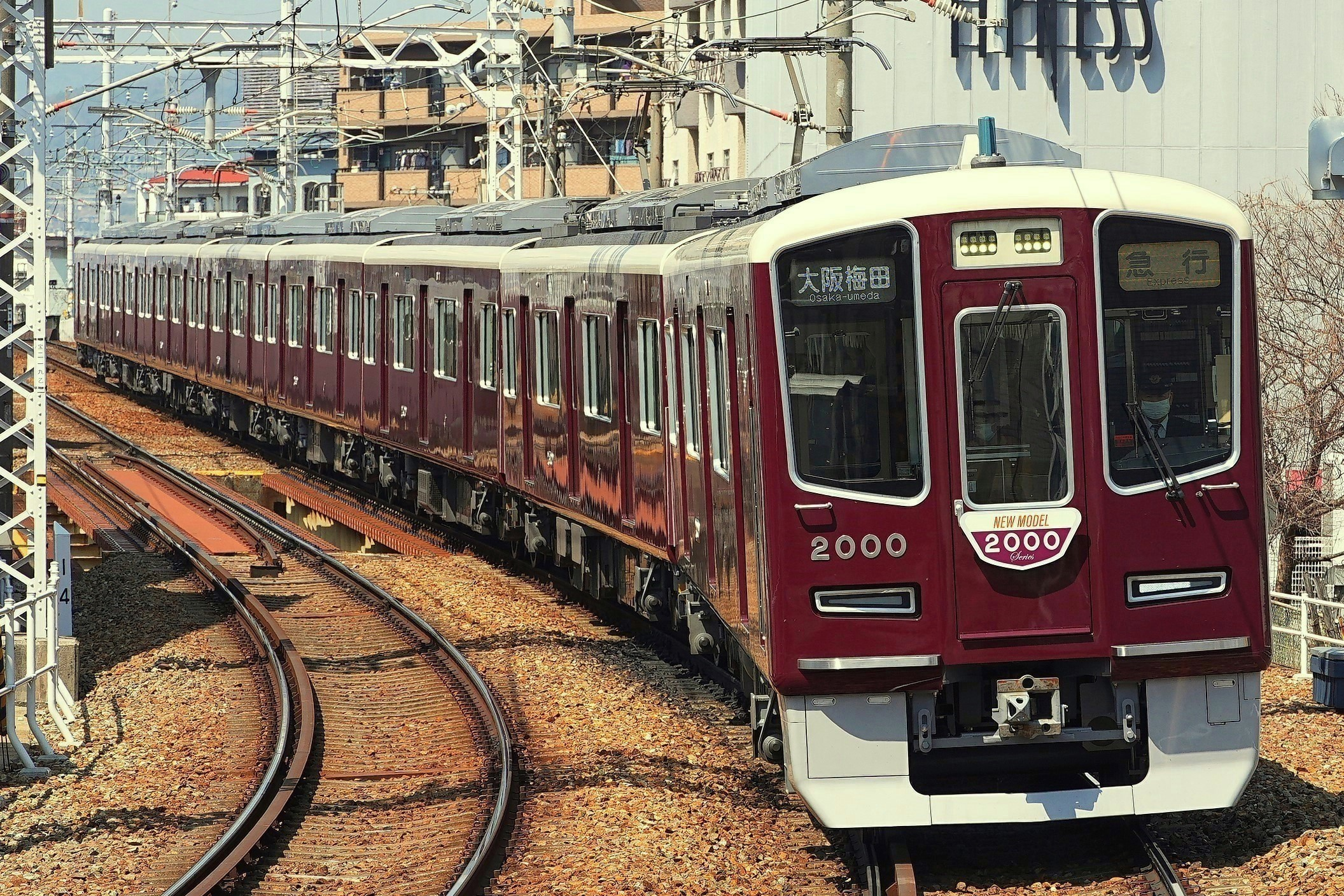
한큐 2000계

한큐 2000계 전철 (阪急2000系電車) 은 2025년부터 운행을 시작한 한큐전철 고베선・다카라즈카선의 통근형 전철이다.

## 개요
1000계의 후속으로 2024년 7월에 운행을 시작한 2300계의 요소를 도입한 신보선용 차량이다.
2023년 발표 당시에는 2024년 여름경부터 운행을 시작할 것으로 알려졌으나, 당초 계획보다 준공이 늦어져 천황 생일 대체 휴일인 2025년 2월 24일에 영업 운행을 시작했다. 
2000계의 명칭은 1세대에 이어 2세대이다.

## 차량 개요

### 외부
알루미늄 합금의 올 더블스킨 구조로[1], 충돌 안전 대책으로 운전실 측면 입구 옆까지 더블스킨 구조로 되어 있으며, 운전실 전면의 판 두께를 늘려 차체 강도를 향상시켰다. 기존 신보선 차량과 동일하다.
공조기 작동 불가 시 환기 대책으로 문 옆의 창문을 개폐할 수 있도록 했다.
차량 외부의 종별 및 행선지 표시기는 풀컬러 LED 방식이다.

### 내부
전통의 나뭇결 무늬목과 골든 올리브 색상의 시트 커버를 계승하면서 안전성과 편의성을 높인 것이 특징이다.

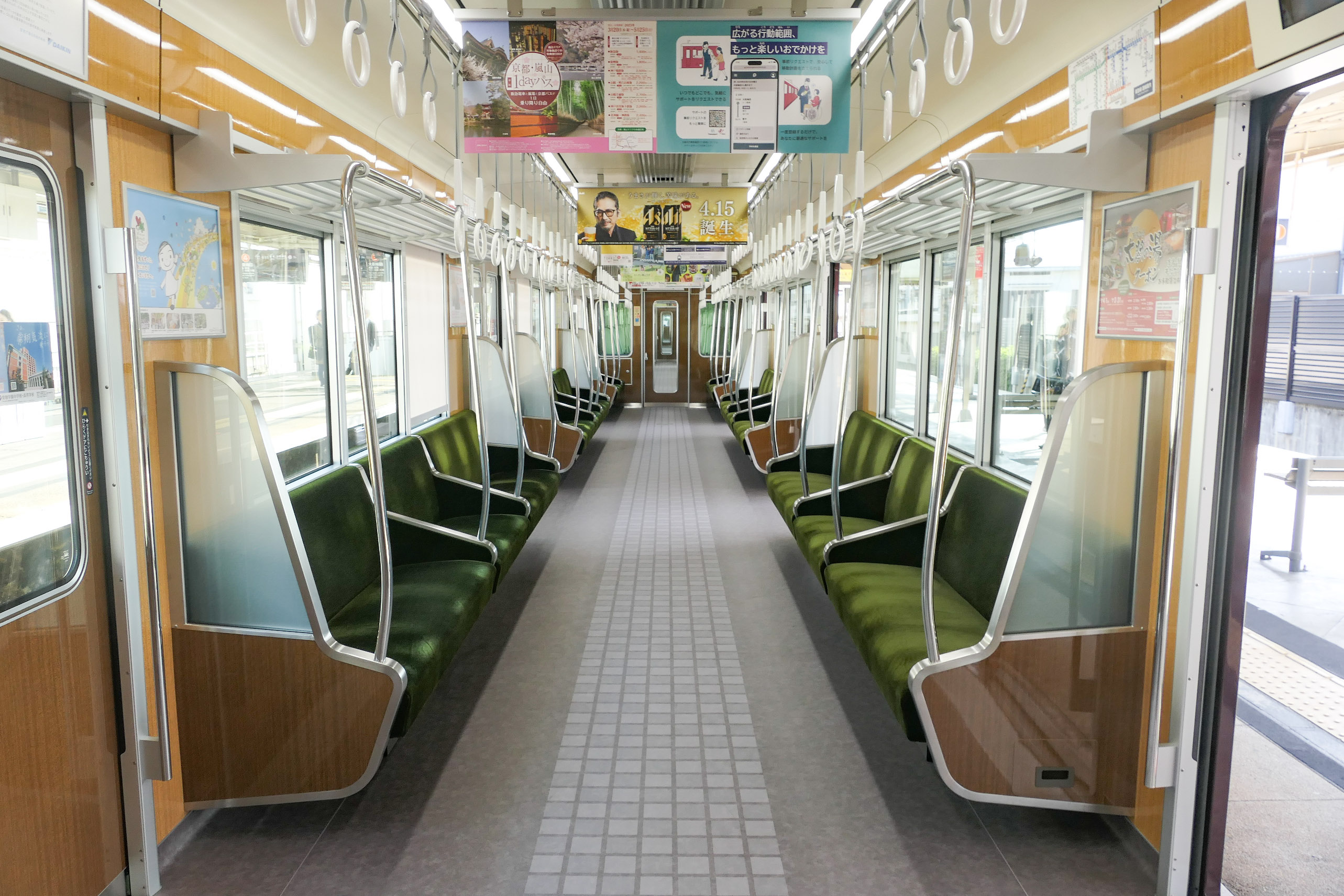
차내

## 운영
2024년에 2000F가 도입되어 이듬해인 2025년 2월 24일 다카라즈카선에서 영업 운전을 시작했다. 또한, 고베선에서는 같은 해 가을경 2001F가 운행을 개시할 예정이다.

## 편성
| ← 오사카 우메다 | ← 오사카 우메다 | ← 오사카 우메다 | ← 오사카 우메다 | 신카이치・다카라즈카→ | 신카이치・다카라즈카→ | 신카이치・다카라즈카→ | 신카이치・다카라즈카→ | 소속 노선    |
| 1호차           | 2호차           | 3호차           | 4호차           | 5호차                 | 6호차                 | 7호차                 | 8호차                 | 소속 노선    |
| 2000            | 2500            | 2600            | 2050            | 2150                  | 2550                  | 2650                  | 2100                  | 다카라즈카선 |